# Barmera
Barmera (1 928 habitants) est un village à 220 km au nord-est
d'Adélaïde en Australie-Méridionale sur la Sturt Highway et au bord du lac Bonney.
L'économie du village est basée sur l'agriculture (oranges, pêches, abricots) et la viticulture.
Le nom de la ville est d'origine aborigène mais son sens est inconnu.
La région reçoit moins de 250 mm de pluie par an.